# Emarèse
Émarèse – miejscowość i gmina we Włoszech, w regionie Dolina Aosty.
Według danych na styczeń 2009 gminę zamieszkiwały 214 osoby przy gęstości zaludnienia 21,3 os./1 km².